# Indication géographique protégée dans l'Union européenne

Version en français du logotype IGP de l'Union européenne.

Cet article concerne l'Indication géographique protégée de la Communauté européenne. Pour l'Indication géographique protégée de la Suisse, voir Indication géographique protégée (Suisse). Pour les autres significations, voir IGP.
Ne doit pas être confondu avec Indication géographique (label français).
Pour les articles homonymes, voir IGP.
L'indication géographique protégée (IGP) est un label de qualité de l'Union européenne qui désigne des produits dont la qualité ou la réputation est liée au lieu de production, de transformation ou d'élaboration, mais dont les ingrédients ne proviennent pas nécessairement de cette aire géographique.
L'IGP est un dispositif légal qui garantit qu'au moins une des étapes (production, transformation ou d'élaboration) est réalisée dans le lieu affiché par un produit. Toutes les IGP doivent également répondre « à un cahier des charges précis » mais, contrairement à l'Appellation d'origine protégée (AOP) (et sa version française l'Appellation d'origine contrôlée (AOC), l'IGP ne garantit ni la mise en œuvre d'un savoir-faire reconnu de producteurs locaux ni la provenance locale des ingrédients.

## Définition
Le règlement (UE) 1151/2012 du 21 novembre 2012 relatif aux systèmes de qualité applicables aux produits agricoles et aux denrées alimentaires définit une indication géographique comme étant « une dénomination qui identifie un produit :
1. comme étant originaire d’un lieu déterminé, d’une région ou d’un pays;
2. dont une qualité déterminée, la réputation ou une autre propriété peut être attribuée essentiellement à son origine géographique; et
3. dont au moins une des étapes de production a lieu dans l’aire géographique délimitée. »

Dans l'Union européenne, cette définition s'applique au produits agricoles et alimentaires. Des définitions identiques ou très similaires s'appliquent aux vins, aux spiritueux et aux produits artisanaux et industriels.
Pour être protégée dans l'Union européenne, une indication géographique doit s'accompagner d'un cahier des charges et être enregistrée.

## Historique
L'IGP est un label de qualité de l'Union européenne (UE), créé en 1992. Attribuée initialement aux produits alimentaires spécifiques portant un nom géographique et liés à leur origine géographique. Les noms d'IGP sont protégés dans toute l'UE. La protection des IGP s'applique également aux vins depuis 2009, tandis que les noms de spiritueux peuvent être enregistrés comme "indication géographique"[réf. nécessaire].
En novembre 2023, avec l'adoption du règlement relatif à la protection des indications géographiques pour les produits artisanaux et industriels, l'UE décide d'étendre son système de protection des indications géographiques aux produits non-alimentaires. Le système d'enregistrement pour ce type de produits doit être opérationnel à compter du 1er décembre 2025.

## Application dans les pays européens

### Belgique
En Belgique, depuis 2011, le Service public de Wallonie, Direction de la Qualité de la Direction générale opérationnelle de l’Agriculture, des Ressources naturelles et de l’Environnement (DGARNE), s’est doté de la Cellule d’Appui aux Indications géographiques (CAIG). Ce projet est mené conjointement par l’Université de Liège (Laboratoire Qualité et Sécurité des produits agroalimentaires, Gembloux Agro-Bio Tech) et l’Université de Namur (Département Histoire, Pôle de l’histoire environnementale). L’objectif de la CAIG est de soutenir les groupements de producteurs wallons désirant introduire une demande de reconnaissance de leur produit en tant qu'Appellation d'origine protégée (AOP), Indication géographique protégée (IGP) ou Spécialité traditionnelle garantie (STG). Pour cela, la CAIG accompagne les producteurs dans leur démarche de rédaction d’un cahier des charges et dans le travail de caractérisation du produit[source secondaire souhaitée].

### France
Une dénomination d'IGP a pour cible les groupements de producteurs, de transformateurs ou autres qui sont intéressés par la protection d'un produit spécifique portant un nom géographique. Leur gestion est assurée par l'Institut national de l'origine et de la qualité (INAO). Depuis 1er janvier 2007, ce label de qualité n'est plus nécessairement couplé à un Label rouge ni à une certification de conformité produit (CCP).
Le p21 janvier 2021, la France ratifié "l'acte de Genève", signé en 2015, qui étend aux IGP, la protection juridique internationale accordée depuis 1958 par "l'arrangement de Lisbonne" aux produits bénéficiant d'une "appellation d'origine". Auparavant, ses produits sous IGP ne bénéficiaient que d'une protection régionale ou nationale[réf. nécessaire].
Les conditions d’obtentions
1. Phase préalable à l'instruction
  1. premiers contacts, échanges demandeurs, INAO conseils
  2. dépôt du dossier par le demandeur
  3. analyse du dossier
2. Instruction de la demande
3. Homologation
  1. transmission au ministère
  2. homologation
4. enregistrement européen[6]

### Italie
Indicazione geografica protetta

### Passage des vins de pays en IGP
À partir du 1er août 2009, tous les vins de pays reconnus par l'Union européenne devienne des IGP sous réserve du dépôt d'un cahier des charges par les viticulteurs. Un comité spécifique vins IGP est créé à l'Institut national de l'origine et de la qualité (INAO) pour gérer cette nouvelle catégorie.
En France, les 75 vins labellisés de l'IGP représentent 12 millions d’hectolitres (1,6 milliard de bouteilles), soit 37 % de la production nationale[Quand ?]. 70 % de ce volume est valorisé en France, 30 % à l’export. L’IGP Val de Loire est produite par 1 438 vignerons, 7 coopératives et 65 maisons de négoce. Sur une production annuelle de 400 000 hl ces dernières années[Quand ?], il se décline sur le territoire par la prédilection et la prédominece du vin blanc, avec 53 % des volumes déclarés, les rouges représentent 27 % et les rosés 20 %.

## Les labels homonymes des pays étrangers à l'Union européenne
En 1999, la Suisse fonde des labels homonymes dotés de définitions spécifiques : parmi ceux-ci, l'Indication géographique protégée (Suisse). La même année, un accord agricole entre l'Union européenne et la Suisse, mène à une reconnaissance mutuelle de l'IGP (UE), de l'IGP (Suisse) et des labels de qualité en général est signé. Celui-ci entre en vigueur le 1er décembre 2011.

## Traités internationaux
Un certain nombre d'États membres de l'Union européenne sont parties à l'Arrangement de Lisbonne concernant la protection des appellations d'origine et leur enregistrement international établissant un système parallèle d'enregistrement et reconnaissance mutuelle des Appellations protégées.
Par ailleurs, l'Accord sur les aspects des droits de propriété intellectuelle qui touchent au commerce de l'Organisation mondiale du commerce inclut aussi des provisions sur les indications géographiques pour les vins et spiritueux. En outre, l'Union européenne a négocié l'inclusion de clauses sur la protection des indications géographiques dans différents accords bilatéraux avec des pays tiers : l'Union européenne et ses partenaires s'engagent ainsi à protéger, sur leurs territoires respectifs, certaines indications géographiques originaires de l'autre partie[réf. nécessaire].